# Collectie liedbladen Moormann

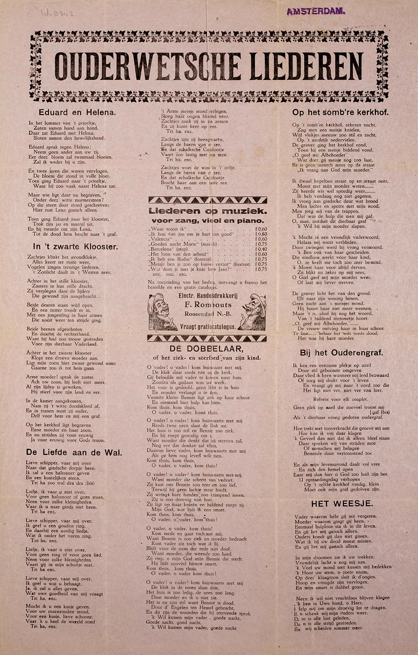
Liedblad met liedjes als 'In het lommer van 't prieeltje'; 'Zachtjes klinkt het avondklokje' / 'Achter in het stille klooster'; 'Lieve schipper vaar mij over'; 'O vader kom huiswaarts met mij'; 'Op 't sombere kerkhof zekere nacht'; 'Ik ken een eenzaam plekje op aard' en 'Vader waarom hebt gij mij vergeten' (collectie Meertens Instituut).

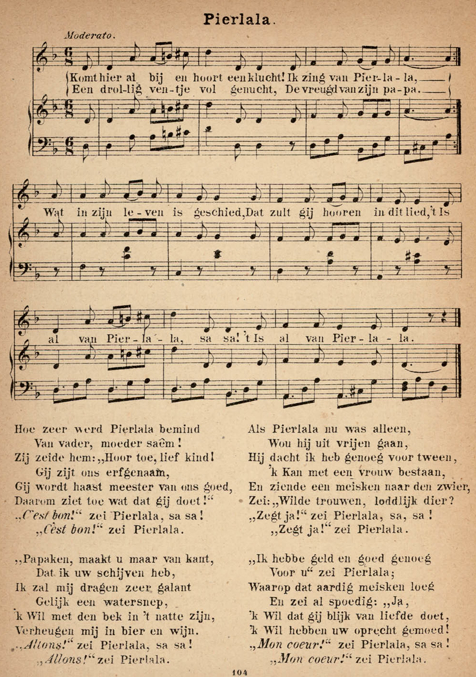
Liedje over Pierlala met muziek (collectie Meertens Instituut).

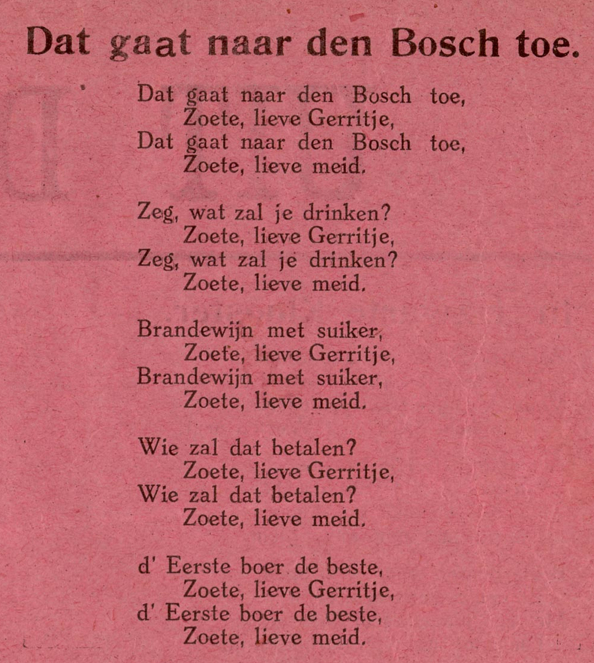
Liedblad met het liedje 'Dat gaat naar Den Bosch toe / Zoete lieve Gerritje' (collectie Meertens Instituut).

De Collectie liedbladen Moormann is een verzameling van ruim 1200 Nederlandse liedbladen. Deze liedbladen werden vanaf de jaren 20 en 30 van de twintigste eeuw verzameld door Julius Moormann (1889-1974).
Samen met de Collectie liedbladen Wouters is deze verzameling de meest uitgebreide bron voor het Nederlandse straatlied. In totaal tellen de collecties samen ruim 5500 liedbladen met zo'n 15.000 liederen. De liedbladen dateren grofweg van tussen halverwege de achttiende en halverwege de twintigste eeuw.
In 1933 publiceerden Wouters en Moormann op basis van hun liedbladverzamelingen het liedboek Het straatlied. Een bundel schoone historie-, liefde- en oubollige liederen. Het jaar erna, in 1934, verscheen het tweede deel. In deze liedboeken plaatsten ze oproepen om meer liedblaadjes in te zenden. Deel 1 bevat 198 straatliedjes (waarvan 22 met muzieknotatie) en deel 2 bevat 207 liedjes.
Moormanns liedbladencollectie kwam na zijn overlijden terecht bij het Utrechtse Museum van Speelklok tot Pierement. Daarna kwam het in het bezit van het Meertens Instituut in Amsterdam.
Vanaf 1998 zijn de liedbladen van beide collecties gerestaureerd door de Koninklijke Bibliotheek (in het kader van het project Metamorfoze). Vanaf 2000 zijn ze gescand door het Geheugen van Nederland en digitaal ontsloten in de Nederlandse Liederenbank (samenwerking van het Meertens Instituut, de KB en het Geheugen van Nederland, in het zogeheten Straatliederenproject).

## Liedjes in de Collectie liedbladen Moormann
Liedjes op liedbladen worden straatliederen genoemd. Straatliederen zijn volksliedjes die werden gezongen en op losse liedbladen verkocht door straat- of marktzangers vanaf de zestiende tot en met de twintigste eeuw. Straatliedjes kunnen enerzijds gaan over het laatste nieuws (politieke ontwikkelingen, rampen, moorden, enz.) en anderzijds kunnen ze verstrooiing en vermaak bieden (met liefdesliedjes, drinkliederen, kluchtliedjes, zeemansliederen, geestelijke liederen, verhalende liederen, enz.). Het is niet bekend hoe veel of weinig van de liedblaadjes die ooit zijn gedrukt, bewaard zijn gebleven, en of de bewaarde liedjes een goede afspiegeling zijn van wat er werd gezongen.
Voorbeelden van liedjes in de Collectie liedbladen Moormann:
- Aan boord, aan boord, het Zeemansleven, / Vivat de zee! vivat de zee
- Aan d'oever van een snellen vliet / Een treurig meisken zat
- Boerendochters die hier in't ronde staan, / Hoort eens wat ik u zal verkonden
- Christene menschen blijft wat staan, / Hoort wat ik zal verkonden
- Curaçao! 'k heb jou, zoo menigmaal bekeken, / En al jou looze streken, die staan mij niet aan
- Daar was een Herderinnetje. In het jeugdig groen, / Een lief meisje een aardig engelinnetje. Al in 't meizaisoen
- Daar zou een jager uit jagen gaan, / Uit jagen zou hij gaan
- Des winters als het regent, / Dan zijn de paadjes diep, ja diep
- Ginder achter in het straatje / Daar woont een meisje fijn
- Hoe helder de zon, hoe duister de maan / Hoe zal het met mij wezen
- In het lommer van 't prieeltje, / Zaten samen hand aan hand
- 't Is gebeurt voor onze tyden / Dat Sint Joris kwam te rijden
- Kolijn, een brave boerenzoon, / het puikje van de dorpelingen
- Kom jongens gaat op zij, / Daar komt de Trem voorbij
- Kom vader zit bij mij neder, / Geef me een hand, en zie mij aan
- Komt, zondaars, luistert naar dit lied / Hetgeen in Keulen is geschied
- 'k Loop daag'lijks met mijn wagen / Door de Amstelstad
- Mijn grootvaders klok was een deftige klok, / Met een uurwerk zoo goed en sekuur
- Naar Roosland zoo zijn wij gevaren, / En daar woonde voorwaar mijn Zoetlief
- Nu de vrede is geteekend, / En de oorlog is gedaan
- Omstanders wilt aanhoren, / En blijft een weinig staan
- Schilder 'k wou mij zelf graag zien, / Op het doek geteekend
- Toen ik nog jonger was van jaren / Liep ik met mijn slijperssteen
- Toen ik op Neêrlands bergen stond, / Keek ik het zeegat in
- Triomf! de vreugde stijgt ten top! / Hijscht Hollandsch vlag en wimpel op
- Van de modes wil ik zingen, / Dus hoort mij nu aan, dus hoort mij nu aan
- Wat hoort men thans uit Oosterhout, / Weer spreken van een moord
- Wel Anne Marieken, waer gaet gy naertoe, toe
- Wie is de beste in ons land? de boer / Wie heeft 't meeste geld in de hand! de boer
- Zachtjes klinkt het avondklokje, / Alles keert ter ruste weer